# Maserati Spyder
Der Name Maserati Spyder fand bei folgenden Generationen des Modells der italienischen Automobilmarke Maserati Anwendung:

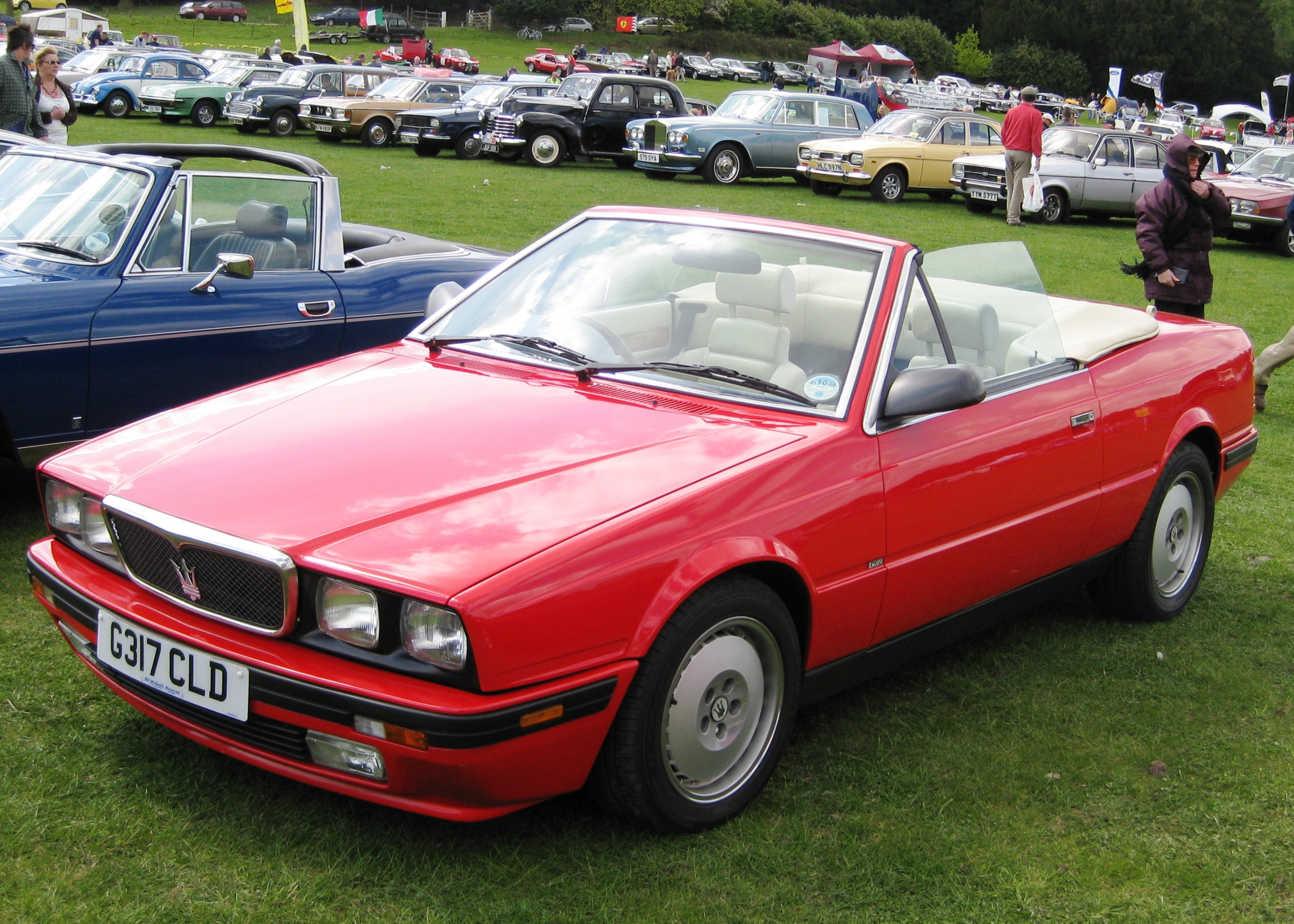
Maserati Spyder (1984–1994) Cabrio-Versionen der Maserati-Biturbo-Familie
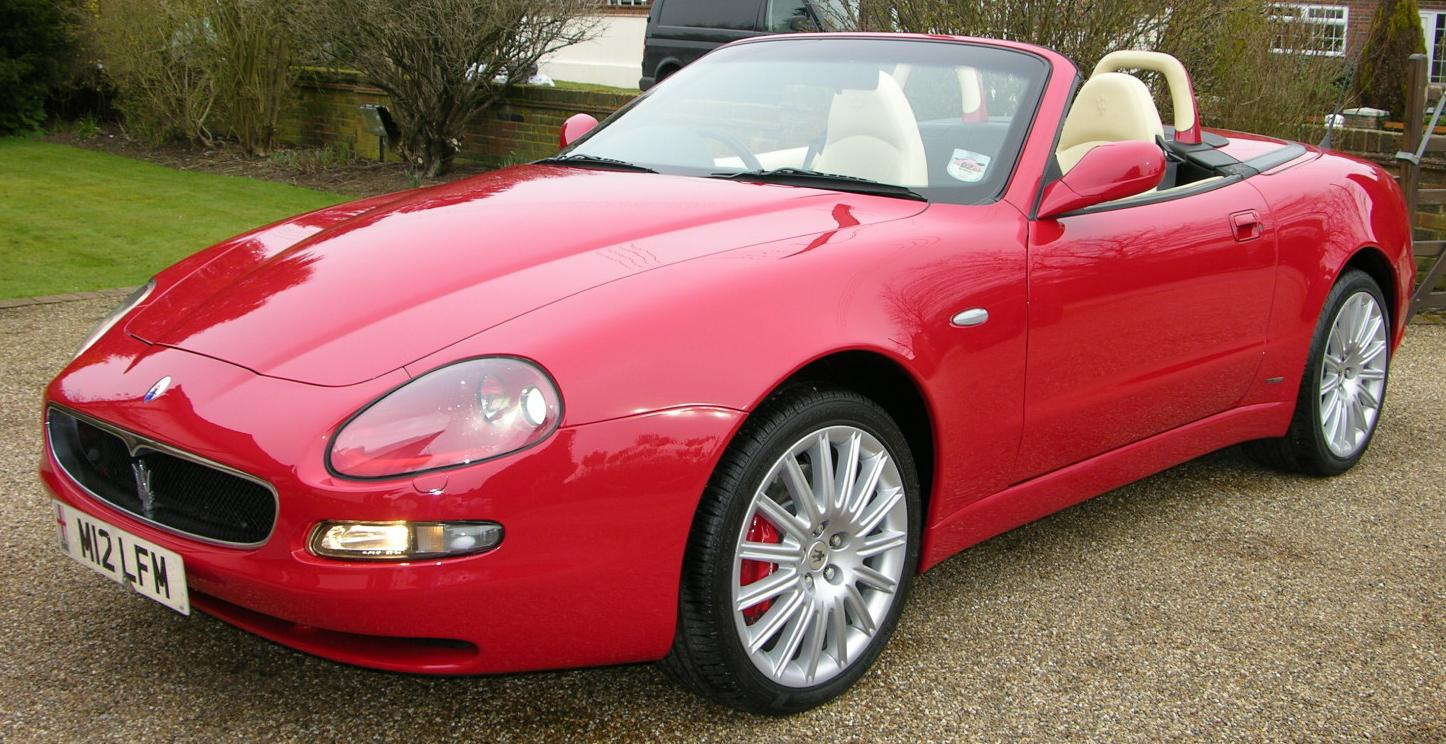
Maserati Spyder (2001–2007) Cabrio-Version des Maserati Coupé